# Iphitime paguri
Iphitime paguri är en ringmaskart som beskrevs av Fage och Charles Valentin Alexandre Legendre 1934. Iphitime paguri ingår i släktet Iphitime och familjen Dorvilleidae. Arten har ej påträffats i Sverige. Inga underarter finns listade i Catalogue of Life.